# Douglas Baptista
Douglas Baptista (São Paulo, 1962 –) brazil sorozatgyilkos aki minimum 8 gyereket ölt meg 1992 és 2003 között.

## Gyilkosságok
Baptista áldozatul szegény, öt és tizenkét éves gyerekeket választott. Általában az áldozatok családtagjaival összebarátkozott, és gyakran megajándékozta őket, néha felajánlotta hogy elviszi őket horgászni vagy sétálni.
Mikor megfelelő helyre vitte áldozatait, megkötözte őket és megerőszakolta őket, majd vízbe fojtotta őket. 
Karácsonyi gyilkosságok
2003. karácsonyán két öt éves lány tűnt el, Nathaly Jenifer Ribeiro és Najila de Jesus. Holttestüket négy nappal később találták meg a Mambu folyóban Itanhaém közelében lebegve, mindkét kezük és lábuk megkötözve. A hatóságok akkor szigorúan keresték a bűnözőt, de nem tudtak gyanúsítottat kapcsolatba hozni. 

## Nyomozás és letartóztatás
Baptistát eredetileg 2004-ben letartóztatták a gyilkosságok miatt, de annak ellenére, hogy bevallotta nekik, nem ítélték el, és szabadon engedték. Nem sokkal később Baptista Porto Alegrébe költözött, ahol a következő néhány évben élt. 2013-ban letartóztatták Fabiana dos Santos meggyilkolása miatt, és 18 év börtönbüntetésre ítélték, de később szabadon engedték. 
Végül a hatóságoknak sikerült összekapcsolniuk Baptistát a karácsonyi gyilkosságokkal, és 2015. december 8-án letartóztatták Praia Grande- i otthonában. Állítólag megpróbált elmenekülni, miután meglátta a rendőrautókat, de sikeresen elfogták. Miután őrizetbe vették, Baptista először azt állította, hogy nem tudta, hogy a rendőrség kereste, és azt állította, hogy ártatlan, de végül bevallotta, hogy megölt hat másik gyereket, köztük a mostohalányát, Vanessát, majd később megmutatta a holttesteket. Baptista azt állította hogy az indíték az volt hogy örömet érzett, amikor látta, hogy az áldozatok küszködnek, amikor megfulladtak. 

## Tárgyalás
A  tárgyalás megkezdése előtt Baptistát Guido Palomba pszichiáter megvizsgálta, és arra a következtetésre jutott, hogy abnormális. Ezt követően Ribeiro és De Jesus meggyilkolása miatt állították bíróság elé, gyorsan elítélték, majd 30 év börtönbüntetésre ítélték. Két évvel később, 2017 augusztusában további 30 év börtönbüntetést kapott Priscila Elias Inácio meggyilkolása miatt. 

## Bebörtönzés
Baptistát elszigetelik a többi rabtól mert attól tartanak hogy rabtársai megölik őt a bűnei súlyossága miatt.

## Ismert áldozatai
- Luana Elias Inácio, 9 éves, 1996. március 21-én megölték
- Priscila Elias Inácio, 8 éves, 1997. október 29-én megölték
- Vanessa, 12 éves
- Fabiana Silva dos Santos, 9 éves
- Sabrina 10 éves és Leandro 9 éves, unokatestvérek, akiket elraboltak miközben az iskolába mentek.
- Nathaly Ribeiro és Najila de Jesus, mindketten 5 évesek, 2003 decemberében gyilkolták meg őket.

## Fordítás
Ez a szócikk részben vagy egészben  a   Douglas Baptista című angol Wikipédia-szócikk ezen változatának fordításán alapul.  Az eredeti cikk szerkesztőit annak laptörténete sorolja fel. Ez a jelzés csupán a megfogalmazás eredetét és a szerzői jogokat jelzi, nem szolgál a cikkben szereplő információk forrásmegjelöléseként.